# Jednakozarodnikowość
Jednakozarodnikowość, izosporia – wytwarzanie przez sporofit mejospor, które nie różnią się od siebie morfologiczne (izospory).
Przeciwieństwem jednarozarodnikowości jest różnozarodnikowość (heterosporia).